# IF Brommapojkarna (damer)
IF Brommapojkarna (damer), även kallat "BP", är den svenska fotbollsföreningen Brommapojkarnas damfotbollslag. Laget bedriver sin verksamhet i Bromma, Västerort, Stockholm. 
Damsektionen av Brommapojkarna bildades 1971. Efter en tredjeplats i Elitettan 2021 blev BP klara för Damallsvenskan för första gången.

## Placering tidigare säsonger
| Säsong | Nivå | Liga           | Placering | Referens     | Notering                            |
| ------ | ---- | -------------- | --------- | ------------ | ----------------------------------- |
| 2014   | 2    | Elitettan      | 13        | [ 4 ]        | Nedflyttad till Division 1 2015     |
|        |      |                |           |              |                                     |
| 2019   | 2    | Elitettan      | 9         | [ 5 ] [ 6 ]  |                                     |
| 2020   | 2    | Elitettan      | 8         | [ 7 ]        |                                     |
| 2021   | 2    | Elitettan      | 3         | [ 8 ]        | Uppflyttad till Damallsvenskan 2022 |
| 2022   | 1    | Damallsvenskan | 12        | [ 9 ] [ 10 ] |                                     |
| 2023   | 1    | Damallsvenskan | 12        | [ 11 ]       |                                     |
| 2024   | 1    | Damallsvenskan | 11        | [ 12 ]       |                                     |

## Färger
IF Brommapojkarna spelar i röd och svart trikåer.
| IF Brommapojkarna | IF Brommapojkarna |

### Dräktsponsor
- 20??– Nike

### Trikåer
| 2012/13 · (Hemmakit) | 2012/13 · (Bortaställ) | ? · (Hemmakit) | ? · (Bortaställ) | ? · (Hemmakit) | ? · (Bortaställ) |

## Spelare

### Spelartruppen
| Nr | Land                    | Pos | Namn                |
| -- | ----------------------- | --- | ------------------- |
| 1  | USA                     | MV  | Maggie Smither      |
| 2  | Ryssland                | F   | Aleksandra Lobanova |
| 4  | Kanada                  | F   | Shannon Woeller     |
| 5  | Sverige                 | F   | Wilma Wärulf        |
| 8  | Sverige                 | MF  | Alice Ahlberg       |
| 9  | Sverige                 | A   | Jennifer Sjösten    |
| 10 | Bosnien och Hercegovina | MF  | Mathilda Prakt      |
| 11 | Sverige                 | MF  | Ellen Toivio        |
| 12 | Sverige                 | MF  | Ebba Ronquist       |
| 13 | Sverige                 | MF  | Klara Andrup        |
| 14 | Sverige                 | A   | Frida Thörnqvist    |

| Nr | Land    | Pos | Namn                 |
| -- | ------- | --- | -------------------- |
| 16 | Sverige | MF  | Ella Reidy           |
| 17 | Sverige | A   | Saga Swedman         |
| 18 | Sverige | MF  | Ida Bengtsson        |
| 19 | Sverige | F   | Emelie Eriksson      |
| 20 | Sverige | MV  | Kaisa Nilsson        |
| 21 | Sverige | A   | Tempest-Marie Norlin |
| 23 | Sverige | F   | Lovisa Norrby        |
| 24 | Sverige | F   | Filippa Wallén       |
| 26 | Sverige | MV  | Lovisa Koss          |
| 27 | Sverige | MF  | Frida Boriero        |
|    | Sverige | F   | Elin Bergkvist       |

## Kända spelare
- Elin Bergkvist (2020–)

## Tränare
- Daniel Gunnars